# Lemps, Ardèche
Lemps är en kommun i departementet Ardèche i regionen Auvergne-Rhône-Alpes i sydöstra Frankrike. Kommunen ligger  i kantonen Tournon-sur-Rhône som ligger i arrondissementet Tournon-sur-Rhône. År 2022 hade Lemps 798 invånare.

## Befolkningsutveckling
Antalet invånare i kommunen Lemps
Referens: INSEE